# Luigi Cogodi
Luigi Cogodi (San Basilio, 27 luglio 1943 – Cagliari, 22 luglio 2015) è stato un politico italiano.

## Biografia
Avvocato di professione, è stato negli anni '80 consigliere e assessore regionale all'urbanistica della regione Sardegna per il PCI. Dopo la svolta della Bolognina aderisce a Rifondazione Comunista, con cui viene eletto consigliere comunale a Cagliari nel 1998 e poi Consigliere regionale nel 1999, ricoprendo il ruolo di capogruppo fino al 2004.
Viene eletto deputato nel 2006 con la lista di Rifondazione Comunista nella Circoscrizione Sardegna, rimane in carica fino al 2008.
Alle elezioni Europee del 2009, si presenta nella circoscrizione insulare con Sinistra e Libertà. Dal 2010, con la nascita di Sinistra Ecologia Libertà come partito, ne diventa membro del Comitato Scientifico nazionale.
È scomparso nel 2015, pochi giorni prima del suo 72º compleanno, a seguito di un infarto.